# Usinens
Usinens település Franciaországban, Haute-Savoie megyében. Lakosainak száma 424 fő (2022. január 1.). Usinens Bassy, Challonges, Chêne-en-Semine, Desingy, Seyssel és Vanzy községekkel határos.

## Népesség
A település népessége az elmúlt években az alábbi módon változott:
| Lakosok száma | 375  | 391  | 409  | 402  | 408  | 415  | 421  | 422  | 424  |
|               | 2013 | 2015 | 2016 | 2017 | 2018 | 2019 | 2020 | 2021 | 2022 |